# Tour de Tolède
Le Tour de Tolède est une compétition cycliste par étapes, en général quatre, créée en 1969. Elle se déroule en août dans la province de Tolède. Plusieurs éditions ont été annulées depuis la création de l'épreuve. L'ancien coureur Federico Bahamontes s'est à plusieurs reprises investi dans l'organisation de la course.

## Palmarès
| Année | Vainqueur                      | Deuxième                  | Troisième                     |
| ----- | ------------------------------ | ------------------------- | ----------------------------- |
| 1966  | Enrique Cifuentes              |                           |                               |
| 1967  | Agustín Tamames                |                           |                               |
| 1968  | Manuel Sánchez                 |                           |                               |
| 1969  | José Antonio Pontón (es)       | Francisco Tomás           | José Moreno Torres (ca)       |
| 1970  | Félix González                 |                           |                               |
| 1971  | José Luis Viejo                |                           |                               |
| 1972  | Jacques Marquette              |                           |                               |
| 1973  | Stanisław Szozda               |                           |                               |
| 1974  | Stanisław Szozda               |                           |                               |
| 1975  | Jesús López Carril             |                           |                               |
| 1976  | Bernard Rey                    |                           |                               |
| 1977  | Anastasio Greciano             |                           |                               |
| 1978  | Ángel Camarillo                |                           |                               |
| 1979  | Ángel Ocaña                    |                           |                               |
| 1980  | Juan José Cubillo              |                           |                               |
| 1981  | Jacques-Gérard Poirot          |                           |                               |
| 1982  | Alexandre Averine              | Ramazan Galaletdinov      | Anatoli Tchoukanov            |
| 1983  | Eugenio Herranz                | Eduardo González Salvador | Guillermo Arenas (es)         |
| 1984  | José Fernando Pacheco (es)     | Álvaro Fernández (es)     |                               |
| 1985  | Jesús Cruz Martín              | Mauro Ribeiro             | Manuel Carrera (ca)           |
| 1986  | Francisco López Carrión        | Gary Newbold              | Clemencio Rodas               |
| 1987  | Gabriel Sabbião (pt)           |                           |                               |
| 1988  | Manuel Gonzalo Guirao (ca)     |                           |                               |
| 1989  | Luis Barroso Gómez (es)        | José Luis Otero (es)      |                               |
| 1990  | José Luis de Santos (es)       |                           |                               |
| 1991  | David Plaza                    | Ramón García España       |                               |
| 1992  | Linas Knistautas               | José María Jiménez        | Arvis Piziks                  |
| 1993  | Thierry Elissalde              | Ángel Casero              |                               |
| 1994  | Javier Pascual Llorente        | José Luis Rebollo         |                               |
| 1995  | Miguel Ángel Martín Perdiguero | Pablo Lastras             |                               |
| 1996  | Carlos Golbano (ca)            | Isaac Villanueva          | David Cancela                 |
| 1997  | Anton Chantyr                  |                           |                               |
| 1998  | David Bernabéu                 | David Fernández           | Victoriano Fernández (ca)     |
| 1999  | Juan Antonio Flecha            | David Muñoz               | Claudio Faria                 |
| 2000  | Luis Fernando Poyatos          | Daniel Fernández          | José Manuel Maestre           |
| 2001  | Rubén González de Castro       | Patxi Ugarte (es)         | Julián Fernández              |
| 2002  | Luis Pasamontes                | Alexander Rotar           | Javier Benítez                |
| 2003  | Daniel Moreno                  | Jorge García Marín        | Rodrigo García                |
| 2004  | Rodrigo García                 | Francisco Javier Andújar  | Jesús Pérez Priego            |
| 2005  | Juan Carlos Fernández          | Diego Milán               | Joaquín Sobrino               |
| 2006  | Pablo Hernán                   | Joaquín Novoa             | José Luis Ruiz                |
| 2007  | José Vicente Toribio           | Daniel Sesma              | José Luis Ruiz                |
| 2008  | Raúl García de Mateos          | Álvaro García Caballero   | Rubén Martínez Hernández (es) |
| 2009  | Carlos Oyarzún                 | José Ángel Rodríguez      | Yannick Marié                 |
| 2010  | Thomas Vaubourzeix             | Evaldas Šiškevičius       | Ramūnas Navardauskas          |
| 2011  | Ibon Zugasti                   | Anthony Perez             | Daniel Sánchez                |
| 2012  | Diego Tamayo                   | Rubén Martínez González   | Víctor Martín                 |
| 2013  | Edison Bravo                   | Aitor González Prieto     | Sergio Míguez                 |
| 2014  | Pedro Merino                   | Antonio Pedrero           | Mikel Bizkarra                |
| 2015  | Mikel Aristi                   | Mikel Iturria             | Roberto Mediero               |
| 2016  | Gonzalo Serrano                | Óscar González del Campo  | Antonio Angulo                |